# Apospasta ruffoi
Apospasta ruffoi là một loài bướm đêm trong họ Noctuidae.